# Лециус, Иосиф Эрнестович
Иосиф Эрнестович (Андреевич) Лециус (нем. Ernst Joseph Lezius; 1860—1931) — российский филолог-классик, доктор филологии, профессор киевского университета Св. Владимира, директор Нежинского историко-филологического института.

## Биография
Происходил из культурной пасторской семьи, проживавшей в местечке Тестама (ныне Tõstamaa в Эстонии). Родился 6 (18) сентября 1860 года. Рано потерял отца, образование получил при поддержке деда — известного дерптского профессора Фридриха Биддера, которому впоследствии посвятил свою докторскую диссертацию. По окончании Дерптской гимназии (1870—1877) посупил на филологическое отделение Дерптского университета и в том же 1877 году уехал в Германию, где занимался в Русской историко-филологической семинарии при Лейпцигском университете (1877—1880). По возвращении из Германии продолжил занятия филологией при Дерптском университете, где в 1884 году защитил магистерскую диссертацию «De Plutarchi in Galba et Othone fontibus» (анализ сюжетных и ономастических совпадений в повествованиях Тацита и Плутарха о правлении императоров Гальбы и Отона, с выводом о приоритете Тацита). В 1884—1886 годах жил в Петербурге, занимаясь частным преподаванием и завершая докторскую диссертацию «De Alexandri Magni expeditione Indica quaestiones» (выявление источников трактата Арриана о походах Александра Македонского путем сопоставления отдельных эпизодов трактата с похожими у Страбона, Диодора, Юстина и других авторов). Защитил её в Дерпте в 1887 году, и был в 188 году утверждён в докторской степени.
С 1886 года — доцент кафедры римской словесности Киевского университета — экстраординарный профессор с 1888 года, ординарный профессор с 1890 года. Преподавал также в Коммерческом институте, на киевских Высших женских курсах и в гимназии Валькера. Член Общества классической филологии и педагогики (с 1890 председатель его киевского филиала). 
Научные публикации киевского периода представлены в основном экзегетическими и историко-литературными этюдами: «О значении слова satura в истории римской литературы» (Филологическое обозрение. — Т. II. 1892), «К речи Цицерона Pro Flacco» (Филологическое обозрение. — Т. XVIII. 1900), «Заметки об аттических филах» (Киевские университетские известия. — 1905. — № 12) и др. Регулярно выступал в печати с рецензиями на труды русских и германских филологов. Считался знатоком разговорной латыни, хотя в Киеве мог упражняться в ней лишь с приятелем по лейпцигской семинарии Адольфом Сонни. Студентов более вдохновлял восторженным отношением к своему предмету, чем лекциями, «читать которые он был не мастер».
В 1911 году Лециус занял пост директора в одной из ревельских гимназий (ныне Tallinna Rüütlija Toomkool). Спустя два года возглавил Нежинский историко-филологический институт, но уже вскоре вынужденно оставил эту должность в связи с началом Первой мировой войны: подъём патриотических настроений среди нежинцев и демонстративное германофильство самого Лециуса сделало опасным его пребывание в Нежине (см. переписку по этому поводу попечителя Киевского учебного округа). Уволившись в октябре 1914 года (в чине действительного статского советника), Лециус до 1918 года служил в Самаре (сотрудник местного филиала Русско-азиатского банка, преподаватель Педагогической академии), затем перебрался в Германию, где жили его дочери. Некоторое время он ещё преподавал в гимназиях Берлина, народном училище и университете Галле.